# Takeshi Sakamoto
Takeshi Sakamoto (坂本武?, Sakamoto Takeshi; Akō, 21 settembre 1899 – Munakata, 10 maggio 1974) è stato un attore giapponese.
Attivo tra gli anni venti e sessanta, apparve in oltre cento pellicole.

## Biografia

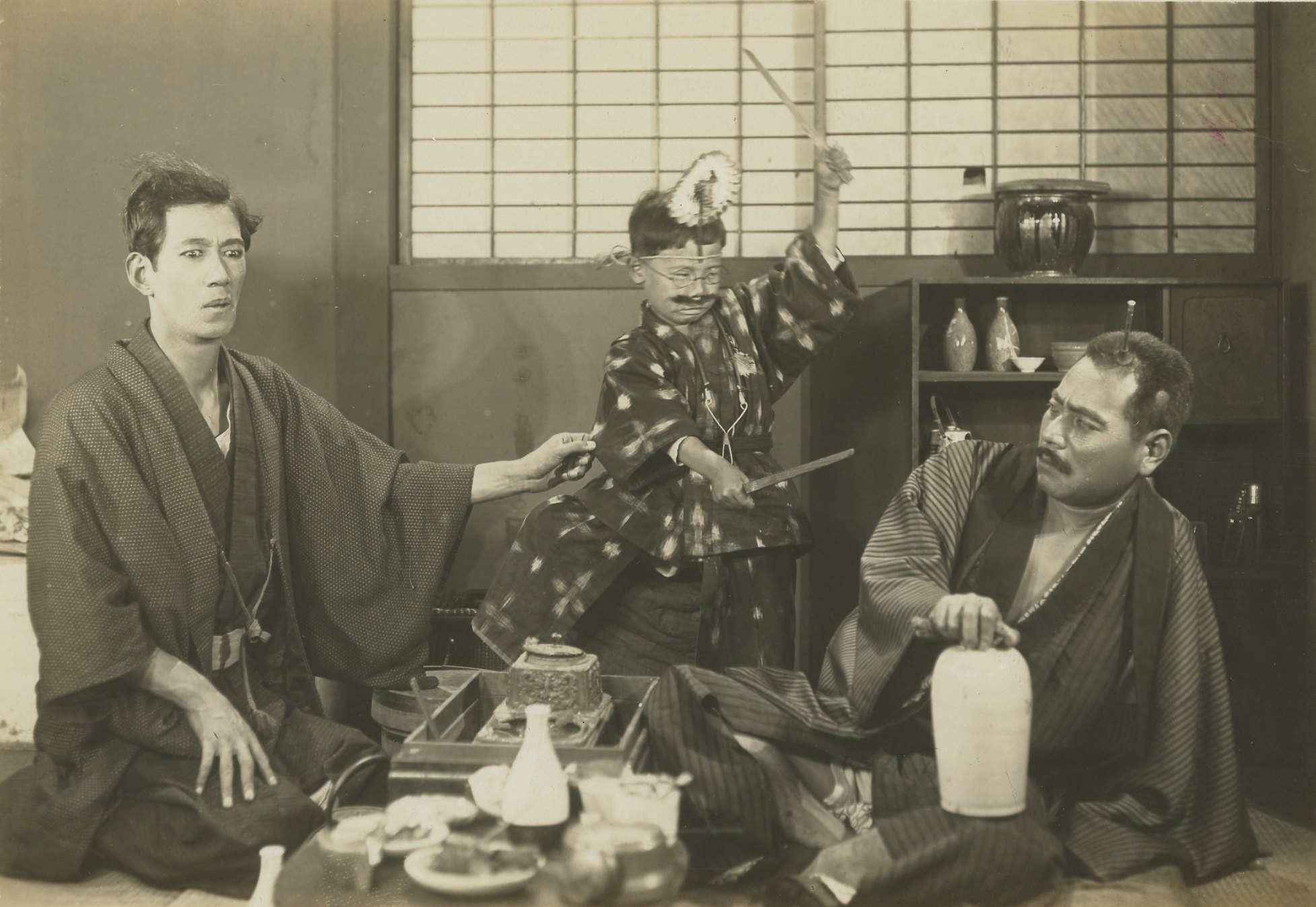
Da sinistra a destra: Tatsuo Saitō, Tomio Aoki e Takeshi Sakamoto in Un bambino che non molla mai (1929)

Con una carriera di quasi quarant'anni, fu noto per il suo sodalizio artistico con i registi Yasujirō Ozu e Heinosuke Gosho, che lo diressero in numerosi film.

## Filmografia parziale
- Mi sono laureato, ma... (Daigaku wa detakeredo - 大学は出たけれど), regia di Yasujirō Ozu (1929)
- Un bambino che non molla mai (Tokkan kozō - 突貫小僧), regia di Yasujirō Ozu (1929)
- Passeggiate allegramente! (Hogaraka ni ayume - 朗かに歩め), regia di Yasujirō Ozu (1930)
- Madamu to nyōbō (マダムと女房), regia di Heinosuke Gosho (1931)
- Il coro di Tokyo (Tokyo no gassho - 東京の合唱), regia di Yasujirō Ozu (1931)
- Aibu (愛撫), regia di Heinosuke Gosho (1933)
- Capriccio passeggero (Dekigokoro - 出来ごころ), regia di Yasujirō Ozu (1933)
- Every-Night Dreams (Yogoto no yume - 夜ごとの夢), regia di Mikio Naruse (1933)
- Storia di erbe fluttuanti (Ukikusa monogatari - 浮草物語), regia di Yasujirō Ozu (1934)
- Jinsei no onimotsu (人生のお荷物), regia di Heinosuke Gosho (1935)
- Una locanda di Tokyo (Tokyo no yado - 東京の宿), regia di Yasujirō Ozu (1935)
- Shunkinsho: Okoto to Sasuke (春琴抄 お琴と佐助), regia di Yasujirō Shimazu (1935)
- Oboroyo no onna (朧夜の女), regia di Heinosuke Gosho (1936)
- Kazoku kaigi (家族会議), regia di Yasujirō Shimazu (1936)
- La ragazza che cosa ha dimenticato? (Shukujo wa nani wo wasureta ka - 淑女は何を忘れたか), regia di Yasujirō Ozu (1937)
- Uma (馬), regia di Kajirō Yamamoto e Akira Kurosawa (1941)
- C'era un padre (Chichi ariki - 父ありき), regia di Yasujirō Ozu (1942)
- Izu no musumetachi (伊豆の娘たち), regia di Heinosuke Gosho (1945)
- Il chi è di un inquilino (Nagaya Shinshiroku - 長屋紳士録), regia di Yasujirō Ozu (1947)
- Carmen kokyō ni kaeru (カルメン故郷に帰る), regia di Keisuke Kinoshita (1951)
- Nami (波), regia di Noboru Nakamura (1952)
- Entotsu no mieru basho (煙突の見える場所), regia di Heinosuke Gosho (1953)
- Arakure (あらくれ), regia di Mikio Naruse (1957)